# Fabien Taillefer
Pour les articles homonymes, voir Taillefer.
Fabien Taillefer, né le 21 août 1989 à Caen, est un coureur cycliste français.

## Biographie
Fabien Taillefer est membre d'une famille de cyclistes. Son père Fabrice et son frère Kévin le sont également.
Il débute dans les épreuves de jeunes en 2007 avec L'ES Livarot. Cette année-là, il remporte de nombreux succès et se fait remarquer comme un coureur complet. Champion de France juniors du contre-la-montre et vice-champion d'Europe sur route, il remporte Paris-Roubaix juniors, une course de pavés et la Classique des Alpes juniors une course vallonnée. De plus il remporte la Route de l'Avenir, une course par étapes. Il finit la saison Vélo d'or junior avec 24 succès.
En 2008, il remporte une étape du Circuit du Mené, une sur le Tour du Béarn et deux sur la Mi-août bretonne. Il remporte aussi le challenge National La France cycliste. Il termine également 5e du Tour des Flandres espoirs. Il compte cette année-là douze succès.
En janvier 2009, il prend la quatrième place au championnat de France de cyclo-cross pour sa première participation.
Ses bons résultats et sa polyvalence lui permettent de signer un contrat professionnel avec l'équipe Roubaix Lille Métropole. À l'issue de cette saison marquée par une blessure, il choisit de quitter l'équipe pour revenir dans les rangs amateurs.
En 2010, au sein de l'équipe Véranda Rideau Sarthe, il s'adjuge deux étapes du Tour de la Manche et prend la troisième place de Paris-Roubaix espoirs après s'être incliné au sprint sur le vélodrome de Roubaix face à Taylor Phinney.
En 2011, il revient à l'USSA Pavilly Barentin. Lors du Circuit des plages vendéennes, il prend par deux fois la deuxième place. Sur La Melrandaise qu'il remporte en solitaire, il relègue le peloton à plus de huit minutes. Le lendemain, au Grand Prix d'ouverture de Saint-Hilaire-du-Harcouët, il termine quatrième et laisse la victoire à son coéquipier Tomasz Olejnik. Le 1er mars 2011, il est placé en garde à vue dans le cadre d'une enquête sur un trafic de produits dopants. Il reconnaît alors s'être dopé entre 2009 et 2010, et avoir obtenu ses deux victoires d'étape au Tour de la Manche grâce au dopage.
Il fait un bref retour dans le peloton amateur en 2012 et 2013.

## Palmarès sur route
- 2007
  -  Champion de France du contre-la-montre juniors
  - Champion de Normandie juniors
  - Paris-Roubaix juniors
  - Classique des Alpes juniors
  - Classement général de la Route de l'Avenir
  - Ronde du Printemps
  - Trophée Louison-Bobet
  - Grand Prix Fernand-Durel :
    - Classement général
    - 1re (contre-la-montre) et 2e étapes

  - Trophée Sébaco :
    - Classement général
    - 1re (contre-la-montre) et 2e étapes

  - Chrono des Nations-Les Herbiers-Vendée juniors
  - Trio normand juniors (avec Anthony Delaplace et Dimitri Le Boulch)
  -  Médaillé d'argent au championnat d'Europe sur route juniors
- 2008
  - Champion de Normandie du contre-la-montre
  - Prix de la Saint-Laurent Espoirs
  - La Gislard
  - 2e étape du Tour du Béarn
  - 1re étape du Circuit du Mené (contre-la-montre)
  - Circuit des Matignon
  - 1re et 3e étapes de la Mi-août bretonne
  - Challenge National La France cycliste espoirs
  - 2e du Tour d'Eure-et-Loir
  - 2e du Chrono des Nations-Les Herbiers-Vendée espoirs
  - 3e du Prix de la Saint-Laurent
- 2010
  - 1re et 3e étapes du Tour de la Manche
  - 1re et 2e (contre-la-montre par équipes) étapes des Boucles Nationales du Printemps
  - 3e de Paris-Roubaix espoirs
- 2011
  - La Melrandaise

## Distinctions
- Vélo d'or Juniors : 2007